# 大友義乘
大友義乘（日语：〔〕／ Ōtomo Yoshinori，1577年—1612年8月7日）是大友氏第23代當主。父親是大友義統（吉統）。官稱左兵衛督。母親是大友氏家臣吉弘鑑理（高橋紹運的父親）的女兒菊姬。妻子則是高橋紹運之女・退清院。幼名是鹽法師丸。初名是能述。後來改名為能延、義延，最後改名為義乘。

## 略歷
在天正17年（1589年）受秀吉下賜豐臣姓。
文祿2年（1593年），父親義統在文祿之役中因為敵前逃亡的失態而觸怒秀吉，於是大友氏被改易。身為嫡子的義乘受到被加藤清正幽禁的處分。在翌年蟄居地更變為德川家康的領地江戶牛込（現今東京都新宿區）的屋敷。
義統在石垣原之戰敗北後被幽禁在常陸國宍戶，於慶長5年（1600年）期間把大友氏的家督傳給義乘。因為自古就是名家的關係，於是以高家身份仕於德川氏。
其長男義政（貞勝）早死，繼承者是次男義親。
根據耶穌會流傳的資料記載，他在1587年3月與兩個妹妹一同受洗，義乘的洗禮名為「富爾福德」（日语：フルゼンシオ）。